# Tangsteel
Tangsteel is een groot Chinees staalbedrijf. Het hoofdkwartier bevindt zich zoals de bedrijfsnaam al aangeeft in de stad Tangshan die niet ver van Peking ligt. Sinds een fusie in 2008 is het bedrijf een onderdeel van de Hesteel-groep.

## Activiteiten
Tangsteel produceert zo'n 18 miljoen ton staal op jaarbasis. Het maakt vooral plaatstaal voor de auto-industrie, gegalvaniseerd, gecoat en roestvast plaatstaal, dikke staalplaten, staven, staaldraad en profielstaal voor de bouwsector.
In de nabijheid van Tangshan liggen steenkoolmijnen. Tangsteel heeft twee cokesfabrieken. Twee staalfabrieken met vijf hoogovens kunnen jaarlijks 9 miljoen ton ruwijzer maken. In 2013 werd ook een roestvaststaalfabriek gebouwd met vier kleinere hoogovens.

## Geschiedenis
De Staalfabriek van Tangshan werd in 1943 opgericht door Japan in Mantsjoerije. In juli 1976 werd de stad getroffen door een zware aardbeving. De staalfabriek liep zware schade op en duizenden arbeiders kwamen om. Pas in november werd de productie herstart. Drie jaar later bereikte de productie een miljoen ton op jaarbasis.
Tegen 2005 was de jaarproductie al 10 miljoen ton en waren er plannen om de capaciteit verder op te trekken tot 30 miljoen ton en uit te groeien tot een van de 500 grootste bedrijven ter wereld. In dat jaar bouwde Tangsteel samen met Shougang een moderne staalfabriek op het kunstmatig eiland Caofeidian. In 2010 verkocht het zijn aandeel van 49 procent aan Shougang.
In 2006 fuseerde Tangsteel met Xuanhua Iron & Steel en Chengde Iron & Steel, beiden ook in de provincie Hebei gelegen, tot New Tangshan Iron & Steel Group. Met een jaarproductie van 19,1 miljoen ton was het toen het op zeven na grootste staalbedrijf van de wereld.
In 2008 fuseerde Tangsteel met Hansteel uit Handan en werd de Hesteel-groep of HBIS gevormd. Hesteel was op dat moment China's grootste staalproducent en de op vier na grootste in de wereld.